# Valcău de Jos
Valcău de Jos es una comuna ubicada en el distrito de Sălaj, Rumania.

## Superficie
Posee una superficie de 63,23 kilómetros cuadrados.

## Demografía
Hasta 2021 la población era de 3009 habitantes, con una densidad de población de 47,59 habitantes por kilómetro cuadrado.